# John Magri
John Magri (nascido em 7 de abril de 1941) é um ex-ciclista maltês que competiu no ciclismo nos Jogos Olímpicos de Verão de 1972, representando o Malta.